# MOBO Awards 1999
Die MOBO Awards 1999 waren die vierte Preisverleihung des britischen Musikpreises MOBO Award. Die Verleihung fand am 6. Oktober 1999 wiederum in der Royal Albert Hall statt, moderiert von Mel B und Wyclef Jean. Sie wurde im Fernsehen gesendet am 7. Oktober 1999.

## Preisträger
- Best International R&B Act: Destiny’s Child
- Best Newcomer: Kele Le Roc
- Best International Act: Lauryn Hill
- Best International Hip Hop: Jay-Z
- Best Dance Act: Shanks & Bigfoot
- Best Video: TLC – No Scrubs
- Best Album: Beverly Knight – Prodigal Sister
- Best DJ: Trevor Nelson
- Best Single: Kele Le Roc – My Love
- Best Unsigned Act: Amoyé
- Best International Single: Eminem – My Name Is…
- Best Reggae Act: Mr. Vegas
- Contribution to Music: Erskine Thompson
- Best R&B Act: Beverley Knight
- Lifetime Achievement Award: Tina Turner